# Abdallah Sharif
Abdallah Sharif (Trípoli, 30 de março de 1985) é um futebolista líbio que atua como meia.

## Carreira
Abdallah Sharif representou o elenco da Seleção Líbia de Futebol no Campeonato Africano das Nações de 2012.